# Tempels van Elst

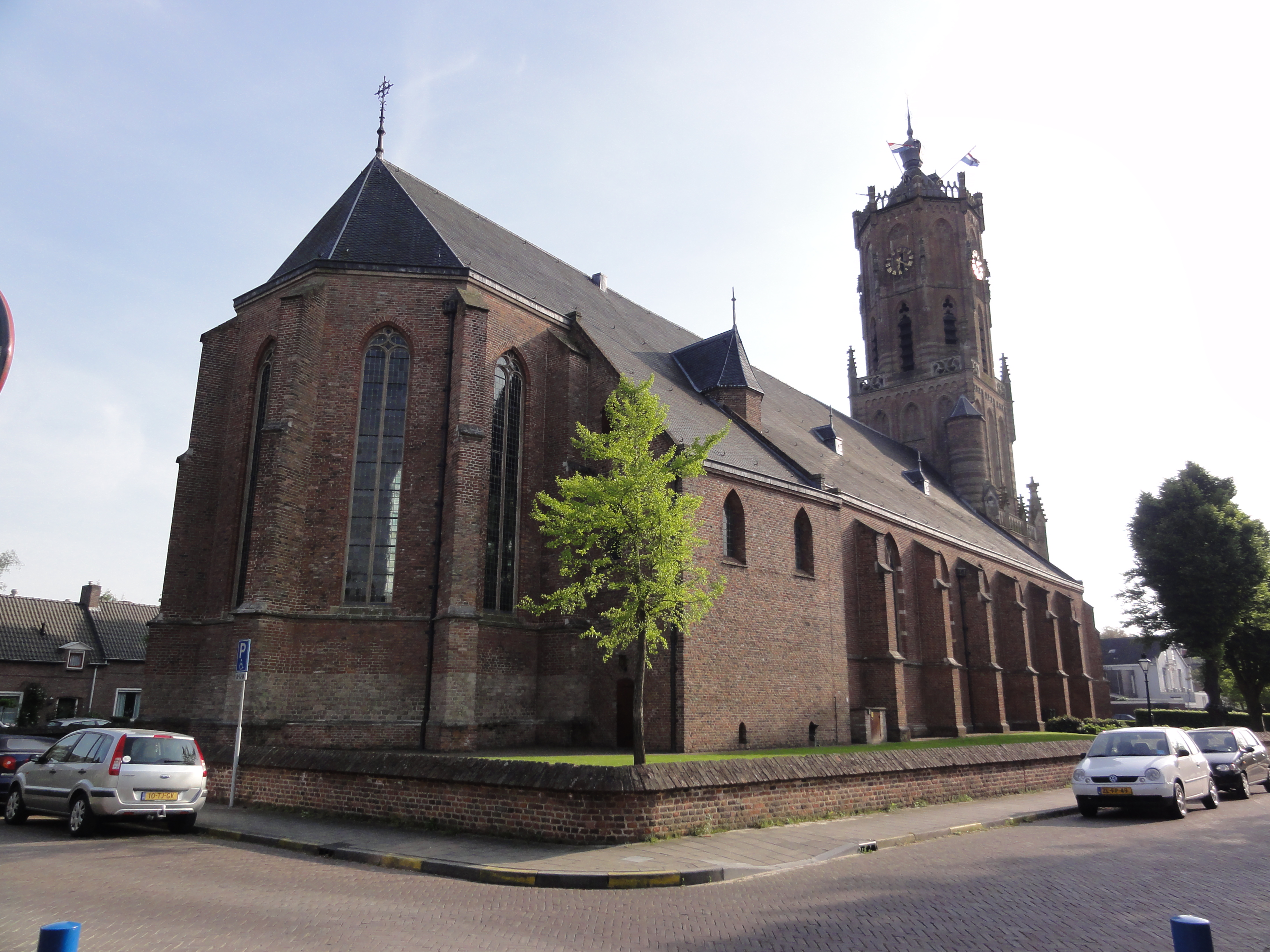
Grote Kerk.

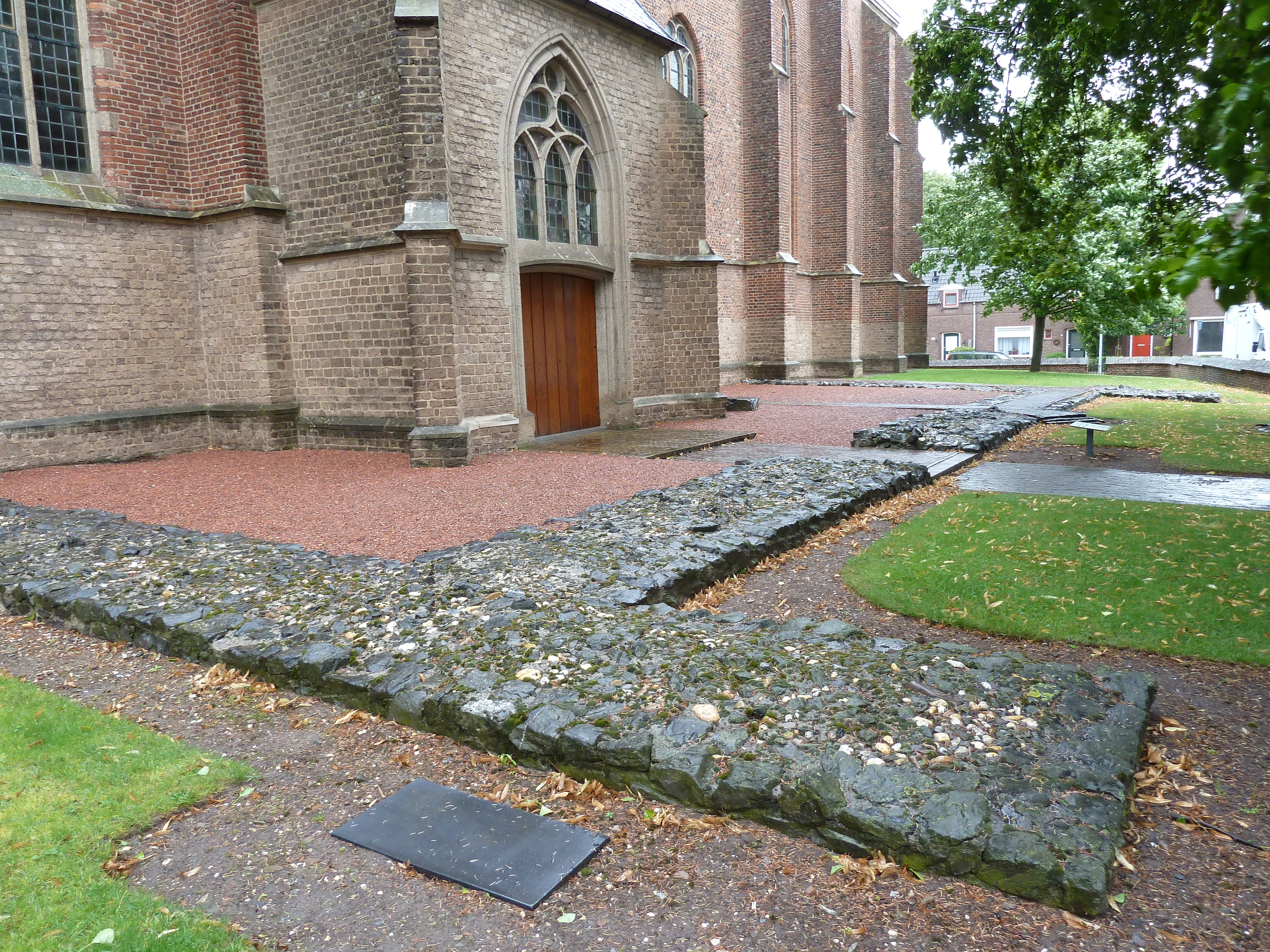

De Tempels van Elst zijn twee Gallo-Romeinse tempels die gesitueerd waren op de plaats van de huidige Grote Kerk in Elst in de Nederlandse provincie Gelderland. De tweede tempel behoort tot de grootste tempels die ten noorden van de Alpen zijn teruggevonden. De plaats van het kerkgebouw met de tempelrestanten ligt op een verhoging.
Op 560 meter ten oosten van de kerk en de Tempels van Elst liggen de resten van nog een andere Romeinse tempel: de Tempel van Westeraam.

## Geschiedenis
In de prehistorie was er op de plaats van het kerkgebouw een openluchtheiligdom van de Bataven.
In omstreeks 50 na Chr. werd er hier een Gallo-Romeinse tempel gebouwd. De tempel stond nabij een nederzetting die halverwege de Limes en Ulpia Noviomagus Batavorum (Nijmegen) gelegen was. Bij de tempel bevond zich een dorp waar handelaren en ambachtslieden leefden en daar omheen op de hoge gronden stonden Bataafse boerderijen. De tempel had een grondplan van 11,5 bij 8,5 meter.
In omstreeks 100 na Chr. bouwde men hier een Gallo-Romeinse omgangstempel die gewijd werd aan de hoofdgod van de Bataven: Hercules Magusanus. Deze tempel was groter met afmetingen van 31 bij 23 meter en was 15 meter hoog. Als bouwmateriaal gebruikte men tufsteen afkomstig uit de Eifel. De tempel werd omgeven door een ommuurd terrein met afmetingen van 70 bij 83 meter: de temenos. Op dit terrein werd er voor de ingang van de tempel op het altaar geofferd. Bij archeologisch onderzoek vond men meerdere kuilen met daarin de resten van dieren en andere offergaven.
In de derde eeuw raakte de tempel buiten gebruik. Tot in de achtste eeuw waren de restanten van de tempel nog te zien.
In ongeveer de achtste eeuw werd er hier een Romaanse zaalkerk gebouwd, een voorloper van de huidige Grote Kerk.

## Archeologisch onderzoek
Voor de herbouw van de kerk in 1947 werd er archeologisch onderzoek uitgevoerd waarbij er onder de vloer en buiten het kerkgebouw overblijfselen werden aangetroffen van de beide Romeinse tempels die hier gestaan hebben.

## Werelderfgoed
De tempel is een schakel in de Neder-Germaanse limes, gelegen aan de lijn van grensforten aan de noordgrens van het Romeinse Rijk.
Op 27 juli 2021 zijn tijdens de vergadering van het Werelderfgoedcomité van de UNESCO in het Chinese Fuzhou onderdelen uit het nominatiedossier, waaronder de tempels van Elst,  de status van Werelderfgoed toegekend.

Het belang van het fort in het nominatiedossier wordt als volgt omschreven:
De vervanging van een pre-Romeins openluchtheiligdom door een Romeinse tempel, hoewel van een hybride type, is een uitstekende demonstratie van de maatschappelijke veranderingen die plaatsvonden na de komst van het Romeinse leger.
De monumentaliteit van tempel II, waarschijnlijk onderdeel van een breder keizerlijk civiel bouwprogramma, suggereert dat: het leger bij de bouw ervan betrokken was. De belangrijkste godheid die hier wordt vereerd, Hercules Magusanus, schijnt vooral populair te zijn geweest onder soldaten en veteranen; zijn naam is een voorbeeld van Romeinse interpretatie, de identificatie van een regionale godheid met een Romeinse.